# Liste des quartiers de Vancouver
La cité de Vancouver (Colombie-Britannique, Canada) possède vingt-trois quartiers (neighbourhoods). Selon le site de la mairie, les noms et limites exactes de ces quartiers ne sont pas tous consensuels.

## Liste des quartiers
- Arbutus Ridge
- Downtown (le centre-ville, incluant Gastown, Yaletown et une partie de Chinatown)
- Downtown Eastside
- Dunbar-Southlands
- Fairview (incluant Granville Island)
- Grandview-Woodland (incluent Commercial Drive)
- Hastings-Sunrise
- Kensington-Cedar Cottage
- Kerrisdale
- Killarney (incluant Champlain Heights)
- Kitsilano
- Marpole
- Mount Pleasant
- Oakridge
- Renfrew-Collingwood
- Riley Park–Little Mountain
- Shaughnessy
- South Cambie
- Strathcona
- Sunset
- Victoria-Fraserview
- West End
- West Point Grey

## Aires
La mairie définit sur son site vingt-et-une aires (area) plutôt que des quartiers, avec les différences suivantes :
- Downtown Eastside et Strathcona sont regroupés dans l'aire Hastings.
- South Cambie est intégré à Shaughnessy.